# Habrobracon marshakovi
Habrobracon marshakovi är en stekelart som först beskrevs av Vladimir Ivanovich Tobias 2000.  Habrobracon marshakovi ingår i släktet Habrobracon och familjen bracksteklar. Inga underarter finns listade i Catalogue of Life.